# Södra Hurtigtjärnen
Södra Hurtigtjärnen är en sjö i Malung-Sälens kommun i Dalarna och ingår i Dalälvens huvudavrinningsområde.
Omkring 300 meter norr om denna tjärn ligger Norra Hurtigtjärnen.